# Latipalpus truncatipalpis
Latipalpus truncatipalpis är en skalbaggsart som beskrevs av Moser 1921. Latipalpus truncatipalpis ingår i släktet Latipalpus och familjen Melolonthidae. Inga underarter finns listade i Catalogue of Life.